# Дялу (Сучава)
Дялу (рум. Dealu) — село у повіті Сучава в Румунії. Входить до складу комуни Зворіштя.
Село розташоване на відстані 378 км на північ від Бухареста, 20 км на північ від Сучави, 125 км на північний захід від Ясс.

## Населення
За даними перепису населення 2002 року у селі проживали 844 особи. Рідною мовою 843 особи (99,9%) назвали румунську.
Національний склад населення села:
| Національність | Кількість осіб | Відсоток |
| -------------- | -------------- | -------- |
| румуни         | 836            | 99,1%    |
| цигани         | 7              | 0,8%     |